# 滝川第二中学校・高等学校
滝川第二中学校・高等学校（たきがわだいにちゅうがっこう・こうとうがっこう）は、兵庫県神戸市西区春日台に所在する私立中学校・高等学校。

## 概要
1984年（昭和59年）開校。中学校は2004年に新設開校。設立当初は部活動に尽力を注いでいたが、高等学校には2005年よりスーパー特進Lコース、2016年度よりスーパーフロンティアコース（SF）・クリエイティブフロンティアコース（CF）、中学校には2021年にプログレッシブ数理探究コース、IUE知識実践コースを開設するなど、近年には難関大学への進学指導にも力を入れている。

### 構成
中学校
- プログレッシブ数理探究コース(35名)
- I.U.E.知識実践コース(30名)
- エキスパート未来創造コース(40名)

高等学校
- Cコース（100名）
- クリエイティブフロンティア（35名）
- スーパーフロンティア（30名）
- 中高一貫コース（併設の中学校からの内部進学）

### 制服
- 男女とも襟なしのブレザー。ベスト。（カーディガン不可）襟なしのブレザー採用学校は日本では少ない。襟がないことで、まだ子供だということを自覚させる目的。
- 2024年度から男子女子問わずネクタイ、リボンの着用が可能
- 夏は男女ともポロシャツ。2019年度からは年間を通して合服となっている
- 学校指定の体操服、ジャージ、制かばん（2021年度廃止）。なお、制服リボンや体操服、体操靴、ジャージの裾は入学した年ごとに赤、青、緑と変わる。
- 2016年度から制服が一新した。

### 中学校
- 中3ではカナダで英語研修を実施(〜2011年度)。2012年度以降はイギリス。2017年度以降はニュージーランド。2021年度以降、I.U.E.知識実践コースではオーストラリアでの約3ヶ月間の留学を実施
- 入学後、コース変更可能。(中高一貫コース内、フロンティアコース内のみ)
- 表現力向上のために、中2で進路探求プログラム「私の履歴書・人物ドキュメンタリー作品」/企業探求プログラムに取り組む。なお、優秀作品はクエストエデュケーションカップ全国大会で競い合う。
- クエストエデュケーションカップ2009 人物部門準グランプリ
- クエストエデュケーションカップ2010 人物部門・企業部門グランプリ2冠
- クエストエデュケーションカップ2011 人物部門グランプリ
- クエストエデュケーションカップ2012 人物部門グランプリ

### 高校
- スーパーフロンティアコースでは早朝補習・放課後補習（Fゼミ）がある。クリエーティブフロンティアコースでは早朝補習・放課後補習（希望性）がある。また、隔週土曜日には、午前授業がある。
- Cコースでは重点部活動において、技術・体力ともに優れた生徒が在籍し、各部全国制覇をめざす。海外との交流にも力を入れており、幅広い活動が可能。
- クリエイティブフロンティアコース(2019年度〜)、エキスパート未来創造コース(中高一貫コースの内部進学のため2024年度〜・予定)は重点部活動への参加が可能となった。
- 一貫・フロンティアコースでは、高校1年で学習合宿を夏休みに実施。
- 修学旅行はCコースはシンガポール、スーパーフロンティア・クリエーティブフロンティアはオーストラリア、中高一貫コースはアメリカ

### 行事
学校
- 文化祭は5月の第二土曜日に開催。本校の名前より滝二祭とよばれることが多い。前日金曜日は校内祭。文化祭では校内祭で優秀なクラスがクラス発表する。中学校2年生から高校3年生までがクラスごとに店を出す。吹奏楽部によるパレードがある。また、演劇部の公演が午前、午後の二回ある。
- 体育祭は9月〜10月に中高合同で開催される。

中学校
- 中学校は華道やそうめん流しがある。
- 中学1年生は奈良、中学2年生は京都に歴史遠足に行く。奈良ではサイクリング。
- 冬にはかるた会、合唱コンクールがある。

高校
- 高校1年生と2年生は秋にUSJ（Cコース）か京都（中高一貫・フロンティアコース）に遠足に行く。
- 高校1年生は冬に耐寒ハイキングがあり、学校周辺を散策する。
- Cコースは夏休み前にAEDの実践講習がある。

## 沿革
- 1984年 - 滝川第二高等学校開校
- 1987年 - 第59回選抜高校野球大会出場
- 1988年 - 第70回全国高校野球選手権大会出場
- 1996年 - 第68回選抜高校野球大会出場
- 1999年 - 第71回選抜高校野球大会出場
- 1999年 - 第81回全国高校野球選手権大会出場[1]
- 2004年 - 滝川第二中学校開校
- 2005年 - 高等学校にスーパー特進Lコース設置
- 2006年 - 高円宮杯全日本ユースサッカー選手権 (U-18)大会優勝
- 2010年 - 全国高等学校総合体育大会 陸上競技 八種競技 優勝
- 2010年 - 全国高等学校総合体育大会 陸上競技 4×100mR 優勝
- 2011年 - 第89回全国高等学校サッカー選手権大会優勝
- 2011年 - 全国高等学校総合体育大会陸上競技 4×400mR 優勝
- 2011年 - 世界ユース陸上競技選手権大会(フランス) 第7位
- 2012年 - 第94回全国高校野球選手権大会出場
- 2012年 - 全国高等学校総合体育大会 陸上競技 4×100mR 優勝
- 2012年 - ホームページリニューアル。
- 2012年 - 第91回全国高等学校サッカー選手権大会兵庫県大会 優勝
- 2012年 - 7つの重点部活動（野球・サッカー・卓球・剣道・陸上競技・ゴルフ・吹奏楽）すべて全国大会に出場した。
- 2012年 - 第96回日本陸上競技選手権リレー競技大会4×100mR 39”99 日本高校新
- 2012年 - 第25回全日本マーチングコンテスト金賞
- 2013年 - 中学校にプログレッシブ特進一貫コース新設
- 2015年 - 第97回全国高校野球選手権大会出場
- 2015年 - チグハグコミュニケーションに収録されているGlory DaysのMV撮影が行われる
- 2016年 - 高等学校のスーパー特進Lコース・特進Lコース・Lコースの廃止。スーパーフロンティアコース・クリエーティブフロンティアコース新設
- 2016年 - 第16回全日本女子パブリックアマチュアゴルフ選手権競技 第2位
- 2016年 -イタリア・ジュリアノーヴァ国際ミュージックバンド・フェスティバル 金賞（イタリア共和国大統領杯）・青少年（21歳以下）最優秀バンド賞・最優秀マーチングバンド賞・青少年（21歳以下）最優秀ソリスト賞
- 2016年 -U20世界陸上競技選手権大会 やり投出場
- 2016年 -日本ジュニアゴルフ選手権 4名出場
- 2016年 -平成28年度全国高等学校体育大会陸上競技大会 男子やり投1位　男子砲丸投・男子400mH 第3位　女子200m 第7位　男子4×400mR 第4位　学校別対抗 男子フィールドの部 2位　男子総合 3位
- 2016年 -平成28年度全国高等学校ゴルフ選手権大会 文部科学大臣旗争奪 団体の部 男子 準優勝　女子4位
- 2016年 -平成28年度全国高等学校ゴルフ選手権大会 4位
- 2016年 -PGSジュニアゴルフ選手権 太平洋クラブカップ 関西選抜チーム 優勝　男子2名・女子3名出場
- 2016年 -陸上競技部部員が、ダイアモンドアスリートに選出
- 2017年 -オーストラリアで開催の、2017年リバースデールカップの日本代表として、女子1名が出場
- 2017年 -平成28年度全国高等学校ゴルフ選手権春季大会 女子 2位・4位
- 2017年 -ゴルフ日韓対抗戦 優勝 女子2名出場
- 2017年 -2017トヨタジュニアゴルフワールドカップ 日本代表2位 個人4位
- 2017年 -全日本アマチュアゴルファーズ選手権大会 第2位
- 2017年 -第2回 日本・韓国親善ゴルフチーム対抗戦 日本代表優勝 1名出場
- 2017年 -野球部部員が、ドラフト会議で中日ドラゴンズ3位指名
- 2017年 -第10回全日本大学高校ゴルフ対抗戦 文部科学大臣杯争奪 団体優勝　個人優勝・2位
- 2017年 -第30回全日本マーチングコンテスト 金賞
- 2018年 -2018オーストラリアンマスターズオブアマチュア 優勝
- 2018年 -平成29年全国高等学校ゴルフ選手権春季大会 個人の部優勝・6位
- 2018年 -2018トヨタジュニアゴルフワールドカップ 日本代表優勝 2名出場
- 2021年 -中学校のプログレッシブ特進一貫コース・特進一貫コースの廃止。プログレッシブ数理探究コース・I.U.E.知識実践コース・エキスパート未来創造コース新設

## 施設
自然環境に恵まれた広大な敷地に校舎、スポーツ施設が立ち並んでいる。敷地内にはグラウンド(大・小の二つがある)、野球場、ゴルフ練習場、アーチェリー場、テニスコート、学園寮、駐輪場など整備されているがプールはない。敷地内に神姫バスの停留所がある。

## 部活動

### 中学校
- 運動部：サッカー部・テニス部・ゴルフ部・空手道部・アーチェリー部・女子バレーボール部・バスケットボール部・剣道部・バドミントン部
- 文化部：吹奏楽部・演劇部・インターアクトクラブ・囲碁将棋部・華道部・ESS同好会・自然科学愛好会 ･ 化学愛好会

### 高校
- 運動部：野球部・サッカー部・卓球部・剣道部・陸上競技部・ゴルフ部・男子バスケットボール部・テニス部・空手道部・アーチェリー部・女子バレーボール部・バドミントン部
- 文化部：吹奏楽部・演劇部・華道部・インターアクト部・放送部・化学愛好会
- 同好会：ESS同好会・囲碁将棋研究同好会・写真同好会・地歴研究同好会・音楽同好会・鉄道同好会

野球部・サッカー部・卓球部・剣道部・陸上競技部・ゴルフ部・吹奏楽部は重点部活動として強化部に指定してある。
重点部活動に入部をするのであれば入学前にセレクション(入部試験)をうけなければならない。
野球部は強豪であった滝川高の歴史を実質的に引き継いでいる（滝川高野球部は本校開校後の1985年に廃部となりのちに復活）。

## 不祥事
- 2010年に野球部の1年生の男子部員が、入学直後から寮で同室していた2年生部員からあいさつがないなどと理由を付けられ、暴力行為を多数受けるようになった。1年生部員はその後不登校となった末、別の高校に転校した。さらに2年生部員を相手取り慰謝料などを求める訴訟を神戸地方裁判所に提起した。2013年11月7日に同地裁は訴えを認め、加害者に約110万円の支払いを命じる判決を出した[2]。
- 2015年4月、野球部員が賭けトランプをしたことが発覚し、春季県大会への出場を辞退した。
- 2022年4月から5月にかけて、前年3月より野球部監督として赴任した西詰嘉明（同校OB）が新型コロナウイルスに感染した部員に対して「～菌」と揶揄する差別的発言や選手に「殺すぞ」と言った暴言を放ち、複数の顧問教員を生徒の前で叱責するなどのパワーハラスメント行為が行われていたことが校内の調査により判明した。兵庫県高野連も調査のうえ処分が検討されており、西詰監督は一部を否定しつつも部員らに謝罪したが滝川二高は同年9月9日、西詰監督を解任し、出場が決まっている秋季兵庫県大会へは新体制で臨むこととなった[3][4]。尚、後任には龍谷大学付属平安中学校・高等学校（当時は平安中学校・高等学校）のOBである服部大輔が就任した[5]。

## 出身者

### サッカー
- 上杉哲平（北京五輪代表候補、U-20ワールドユース候補）
- 内田昂輔
- 岡崎慎司（元日本代表）
- 香川勇気
- 加地亮（元日本代表）
- 金崎夢生（元日本代表）
- 鎌田祥平
- 河本裕之
- 木島悠
- 木場昌雄
- 小菊昭雄
- 小山拓土
- 坂元要介
- 清水圭介
- 多田高行
- 橘章斗
- 谷口智紀
- 寺川能人
- 中村亮
- 朴康造（元韓国代表）
- 波戸康広（元日本代表）
- 林晃平
- 林丈統
- 樋口寛規
- 本街直樹（羽黒高等学校サッカー部監督）
- 三木隆司
- 恵龍太郎
- 持井響太
- 森敦彦（元日本代表）
- 森島康仁（元日本代表）
- 山田栄一郎
- 山本弘明
- 吉田孝行

### 野球
- 大村慎次
- 佐野貴英
- 益田大介
- マック鈴木（中退）
- 奈良将史
- 福沢卓宏
- 中村公治
- 髙松渡
- 稲垣将幸
- 加藤洸稀
- 西詰嘉明 - 野球部監督（2021年3月 - 2022年9月）
- 坂井陽翔

### ゴルフ
- 堀琴音
- 淺井咲希
- 古江彩佳
- 安田祐香
- 植手桃子

### スポーツその他
- 山本佳子（元女子マラソン選手）
- 高城信雄（競輪選手）
- 谷浩二朗（ラグビー選手）

## 交通アクセス
- 登下校時の直通バス
JR西明石駅から滝川第二中・高前まで 20分
JR明石駅・山陽明石駅から滝川第二中・高前まで 20分
- 神姫バス　
平野小学校前下車 徒歩 8分
環境西事業所前下車  10分
柴崎バス停下車　13分
- 神戸市バス　西神営業所21・22・28系統（西神中央駅発着）
西体育館前下車 徒歩 5分
- 神戸市営地下鉄
西神中央駅下車 自転車 15分（約3.5km）

## 備考
- 第89回全国高等学校サッカー選手権大会#大会優秀選手に樋口寛規（単独得点王）ら5名が選出。